# Die Kern-Buam
Die Kern-Buam war eine österreichische Volksmusikgruppe aus Gradenberg in der Gemeinde Köflach in der Steiermark. Gegründet wurde sie Ende der 1940er Jahre und bestand mit wechselnder Besetzung bis in die 2000er Jahre.

## Die Anfänge
Die Musikgruppe wurde Ende der 1940er Jahre vom Kapellmeister und Musiklehrer Adolf Kern und dessen Söhnen Sepp, Hubert und Erich Kern gegründet. Ein weiteres Mitglied der Musikgruppe war Cousin Hans Mitterhumer. Das Markenzeichen der Gruppe war der Steirerhut mit Feder, den die Mitglieder bei ihren Auftritten trugen.
Der Durchbruch gelang ihnen mit dem Musikstück Der Steirische Brauch, mit dem sie 1954 den steirischen Radio-Talentewettbewerb Zeig, was du kannst! gewannen. 1956 erfolgte die Veröffentlichung der ersten Schallplattenaufnahme.

## Geschichte
1957 musste Vater Adolf krankheitsbedingt die Gruppe verlassen und wurde durch Willi Fabian ersetzt. 1961 starb Adolf Kern. Im selben Jahr beschlossen die Kern-Buam Berufsmusiker zu werden. Aus diesem Grund verließ Willi Fabian die Gruppe wieder. Fritz Pignitter wurde neuer Posaunist. 1963 löste Hermann Rumpf Hans Mitterhumer ab. Fast dreißig Jahre lang blieb die Besetzung gleich und Lieder, wie Die Goaß is weg, I lieg' im Straßengrab'n, Das Steirische Dengllied, oder Der Posaunenkönig entstanden. In den 1960er Jahren war Humorist Fritz Edtmeier ein oftmaliger Begleiter der Kern-Buam.
Im ORF gab es zuerst die Volksmusiksendung „Heut' spiel'n die Kern-Buam auf“, auch beim ersten Musikantenstadl waren sie dabei.
1992 stieß Willi Fabian als sechster Mann wieder zur Gruppe. 1995 verließ Erich Kern die Gruppe und wurde von Peter Schlatzer abgelöst. Am 10. September 2000 wurde in einem historischen weststeirischen Haus beim Schneiderwirt in Voitsberg das Kernbuam-Museum eröffnet. 2003 kam Adolf Schriebl, als Ersatz für Hubert Kern, zur Gruppe. 2004 verließ Fritz Pignitter krankheitsbedingt die Gruppe und wurde durch Alois Sidar, der auch beim Original Ligister Trio mitspielte, ersetzt. Das letzte Jubiläum feierten die Kern-Buam im Jahr 2007: 60 Jahre Kern-Buam.
Die im Jahr 2008 gegründete Gruppe Schneiderwirt Trio hat unter anderem das Ziel, „die Musik der Kern-Buam weiterzuführen“. Die Gründungsmitglieder sind Gottfried Pignitter (* 25. März 1971; Sohn von Fritz Pignitter sen.; Gesang, Akkordeon), Markus-Erich Kern (* 16. Januar 1979; Enkel von Erich Kern; Gesang, Gitarre, Klarinette) und Manfred Pignitter (* 12. August 1980; Neffe von Fritz Pignitter sen.; Gesang, Kontrabass, Posaune).

## Veröffentlichungen (Auswahl)

### Alben
- Frühschoppen mit Karl Panzenbeck und den Kernbuam (Polydor, 1961)
- Fritz „Kennst di’ aus“ Edtmeier und die Kern Buam – Kennst’ Di Aus? Ein Frühschoppen Für Spätaufsteher (Polydor, 1963)
- Die Kern-Buam – Ja tät amal die … Arbeit sterb’n (Polydor, 1972)
- Kern Buam Kirtag (Polydor, 1977)[6]
- San alle da (Polydor)[6]
- 24x Die Kern-Buam (Polydor)[6]
- Haus-ball is’… (Die Kern-Buam)[6]
- Unvergessene Melodien der Volksmusik (2021)

### Singles
- Steirer-Joggl / Hahnpfalzwalzer (Polydor, 1960)[7]
- Höllenfahrt-Polka / Der Wurzelgraber (Polydor, 1960)[7]
- Der Lehrer In Der Schule / Wetzstein-Polka (Polydor, 1960)[7]
- Hoppauf Willi / Mei’ Dirndl is’ vom Teigitschgrab’n (Polydor, 1960)[7]
- Der Weltverdruss / Über die Brücke (Polydor, 1960)[7]
- Der lustige Hansl / Aber mit Schwung (Polydor, 1960)[7]
- Mein schönes Steirerland (Potpourri) 1. Teil / 2. Teil (Polydor, 1960)[7]
- Der Seppl vom Land / Von der hohen Alm (Polydor, 1960)[7]
- Alte, geh’ ziag ma die Schuach aus / Hausmarsch (Polydor, 1960)[7]
- I lieg’ im Straß’ngrab’n / Illo-Polka (Polydor, 1960)[7]
- Ja, in Gradenberg / Posaunenkönig (Polydor, 1960)[7]
- I bin halt a Lump / Schloßberg-Echo (Polydor, 1961)[7]
- Sauerkraut-Polka / Ein Liter Bier, ein Liter Wein (Polydor, 1961)[7]
- A Zither, a Gei’n und a Zieharmonie / Auf zur Märchenwiese (Polydor, 1962)[7]
- Es ziehen zwei Freunde / Hans bleib da (Polydor, 1962)[7]
- Der Wildschütz / A bissl schneller (Polydor, 1962)[7]
- Von meinen Bergen muß ich scheiden / Marsch der Steirer (Polydor, 1962)[7]
- Hinter der Garage dann / Es gibt kein schön’res Tal (Polydor, 1963)[7]
- Der Mond hält seine Wacht / Frühschoppenpolka (Polydor, 1963)[7]
- Trink ma no a Flascherl / Steirer-Express (Polydor, 1963)[7]
- Innsbrucker Olympiamarsch / Axamer Ländler (Polydor, 1963)[7]
- Fliege mit mir in die Heimat / Fridolinpolka (Polydor, 1963)[7]
- Geh Alte schau mi net so deppert an / Dirndl tanz mit mir (Polydor, 1969)[7]
- Gurken-Polka / Frühmorgens, wenn das Jagdhorn schallt (Polydor, 1970)[7]

## Mitglieder der Gruppe
Sepp Kern
Josef Kern wurde am 30. Dezember 1933 in Köflach im Gradental geboren. 1948 gründete er mit seinem Vater und seinen Brüdern die Kern-Buam, deren Sänger und Klarinettist er war. Nachdem Adolf Kern verstorben war, übernahm er die Band. Als sich Kern im Frühjahr 2009 schwere Herzerkrankungen zuzog, wurde die Auflösung der Gruppe bekanntgegeben. Am Abend des 30. Juni 2010 starb er.
Hubert Kern
Hubert Kern wurde 1935 in Köflach geboren. Er war Mitbegründer der Gruppe und spielte Bass. Am 27. September 2003 starb er und wurde durch Adolf Schriebl ersetzt.
Erich Kern
Erich Kern wurde 1923 als erster Sohn von Kapellmeister Adolf Kern geboren. Nach seiner Kriegsgefangenschaft stieß er als Trompeter zur Gruppe. Er musste 1995 die Band krankheitsbedingt verlassen und wurde durch Peter Schlatzer ersetzt. Er starb am 27. Januar 2001.
Hans Mitterhumer
Johann Mitterhumer wurde 1930 als Neffe des Kapellmeisters Adolf Kern geboren. Er war ebenfalls ein Gründungsmitglied der Gruppe, war deren Akkordeonist, verließ sie 1963 und wurde durch Hermann Rumpf ersetzt. Er starb am 25. April 2023.
Adolf Kern
Der Kapellmeister Adolf Kern wurde im Jahr 1900 geboren. Im Jahr 1948 gründete er mit seinen Söhnen Sepp, Hubert und Erich, sowie mit seinem Neffen Hans Mitterhumer die Kern-Buam. Er spielte Posaune und starb 1961.
Fritz Pignitter sen.
Fritz Pignitter wurde 1940 in Voitsberg geboren. Im Jahr 1961 stieß er als jüngstes Mitglied zur Gruppe. Die Kern-Buam gaben ihm den Namen Posaunenkönig. Ab 1992, als Willi Fabian zur Gruppe kam, spielte er neben Posaune auch Gitarre. Im Jahr 2000 eröffneten er und sein Sohn beim Schneiderwirt in Voitsberg das Kern-Buam-Museum. 2004 musste Fritz Pignitter krankheitsbedingt seine musikalische Karriere beenden. Er starb am 20. August 2009.
Fritz Edtmeier
Fritz Edtmeier wurde am 25. Oktober 1925 in Gmunden geboren und war sein Leben lang als Humorist tätig. Ab 1961 arbeitete er gemeinsam mit den Kern-Buam. 1980 erlitt er einen Schlaganfall und einen Herzinfarkt und zog sich ins Privatleben zurück. Er starb am 26. November 1982.
Hermann Rumpf
Hermann Rumpf wurde 1940 geboren und löste 1963 Hans Mitterhumer am Akkordeon ab. Er war bis zur Auflösung bei der Band engagiert. Bei Sepp Kerns Trauerfeier am 7. Juli 2010 spielte er Harmonika vor dem Sarg. Er starb am 16. Dezember 2019.
Hias Mayer
Erich Mathias Mayer wurde am 3. November 1950 in Johnsbach geboren. Er wurde in den 1980er-Jahren als „Urvieh der Nation“ bekannt. Außerdem arbeitete er gelegentlich gemeinsam mit den Kern-Buam. Am 7. Juli 2007 erschoss sich Hias in seinem Haus in Donnersbach.
Willi Fabian
Wilhelm Fabian wurde 1933 geboren.Er kam nach Adolf Kern in die Gruppe als die Kern Buam entschlossen Berufsmusiker zu werden machte ging diesen Schritt nicht mit.Er wurde durch Fritz Pignitter ersetzt.Als Willi Fabian in Pension ging holte Sepp Kern ihn wieder in die Gruppe und machte die Kern-Buam zu einem Sextett.Und spielte bis zur auflösung der Kern Buam 2009 mit.Er starb am 25.Dezember 2024 
Peter Schlatzer
Peter Schlatzer wurde 1941 geboren und 1995 als Ersatz für Erich Kern engagiert.
Adolf Schriebl
Adolf Schriebl wurde 1933 geboren. Er war ein langjähriges Mitglied des Gradnertal Trios. Nach Hubert Kerns Tod wurde Adolf Schriebl 2003 als neuer Bassist in die Band geholt.
Auszeichnungen:
Goldenes Verdienstzeichen der Republik Österreich,
Goldenes Ehrenzeichen des Landes Steiermark,
Ehrenzeichen in Gold der Landeshauptstadt Graz,
Goldenes Ehrenzeichen der Stadt Köflach,
Große Ehrung der Geburtsgemeinde Graden.
Alois Sidar
Luis Sidar wurde 1933 geboren. Er war ein langjähriges Mitglied des Ligister Trios, das ebenfalls oft gemeinsam mit Hias auf einer Bühne stand. 2004 ersetzte er Fritz Pignitter, spielte jedoch nur noch Gitarre.